# Chée
Chée – rzeka we Francji, przepływająca przez tereny departamentów Moza oraz Marna, o długości 64,7 km. Stanowi prawy dopływ rzeki Saulx.